# 水眼鏡蛇屬
水眼鏡蛇屬（學名：Boulengerina）是蛇亞目眼鏡蛇科下的一個有毒蛇屬，屬於半水行型蛇類。目前有2個物種已被確認，均分布於非洲中部及南部地區。

## 物種
- 水眼鏡蛇（Boulengerina annulata, Buchholz & Peters, 1876）
- 札伊爾水眼鏡蛇（Boulengerina christyi, Boulenger, 1904）

## 地理分布
兩種水眼鏡蛇都分布在非洲地區：水眼鏡蛇（B. annulata）分布於喀麥隆、加蓬、剛果共和國、剛果民主共和國、中非共和國、坦桑尼亞、赤道畿內亞、盧旺達、布隆迪及贊比亞。而扎伊爾水眼鏡蛇（B. christyi）則主要分布於剛果民主共和國及剛果共和國。

## 備註
- （英文）TIGR爬蟲類資料庫：水眼鏡蛇屬 （页面存档备份，存于）